# Бичано (Арецо)
Бичано је насеље у Италији у округу Арецо, региону Тоскана.
Према процени из 2011. у насељу је живело 34 становника. Насеље се налази на надморској висини од 516 м.